# Evelyn Thomas
Evelyn Thomas (* 22. August 1953 in Chicago, Illinois als Ellen Lucille Thomas; † 21. Juli 2024 in Port Charlotte, Florida) war eine US-amerikanische Sängerin. Sie wurde vor allem mit dem Discohit High Energy aus dem Jahr 1984 bekannt.

## Leben
Evelyn Thomas wuchs in der South Side von Chicago auf, wo sie in einer Kirche mit dem Singen begann. Inspiration fand sie bei den Motown-Stars, besonders bei den Diven und Girlgroups. Nach der Schulzeit hatte sie zunächst einen Bürojob und nahm Schauspielunterricht. Die erste Plattenaufnahme, Something Special, hatte Thomas 1973 mit ihrem Kirchenchor und Reverend Anne Crockett Ford. 1974 folgte Share the Bread of Presence, ein Album des Center for Contemporary Celebration. Im selben Jahr zog Thomas nach New York, um sich als Sängerin für eine neue Broadway-Show zu bewerben. Als Mitglied des Chors absolvierte sie bis 1975 diverse Auftritte und war auf The Wiz, dem Album der Originalbesetzung zur gleichnamigen Show, zu hören.
Zurück in Chicago wurde sie von dem britischen DJ und Musikproduzenten Ian Levine, einem der Begründer des britischen Booms des Northern Souls, entdeckt, der nach Amerika gekommen war, um Talente für seine neu gegründete Produktionsfirma Voltafine zu finden. Levine produzierte mit Danny Leake und dem Arrangeur Paul Wilson die erste Single für Thomas, Weak Spot. In England stieg das Lied im Januar 1976 auf Platz 26 der Charts, insgesamt wurden davon 70.000 Exemplare verkauft. Die Single Doomsday erreichte ein Vierteljahr später Platz 41 im Vereinigten Königreich. Es folgten die Singles Love’s Not Just an Illusion und My Head’s in the Stars, die Chartplatzierungen verfehlten.
Als Evelyn Thomas 1977 immer noch keinen Hit in den Vereinigten Staaten landen konnte, holte Levine sie nach England, wo er mit seinem neuen Partner, Fiachra Trench, an neuen Titeln für Thomas arbeitete. Das Album I Wanna Make It on My Own erschien 1978.
Erst fünf Jahre später entstanden die nächsten Produktionen mit Evelyn Thomas. Anfang 1984 erschien der Hit High Energy, der die Hi-NRG-Bewegung begründete. Das Lied wurde ein weltweiter Erfolg und erreichte Platz eins in Deutschland, Platz drei in der Schweiz sowie Platz fünf in Österreich und England. Lediglich in den USA blieb der kommerzielle Erfolg mit Platz 85 mäßig, in den Billboard Dance Music/Club Play Singles erreichte das Lied allerdings auch dort die Spitzenposition. Die Single Masquerade schaffte es einige Wochen später auf mittlere Chartpositionen in Deutschland und England.
Trotz diverser Veröffentlichungen gelang Thomas die Rückkehr in die Hitparaden nicht. Kleinere Erfolge hatte sie 1986 in den Dance-Charts mit ihrer Coverversion des Supremes-Klassikers Reflections und dem Titel How Many Hearts.
Thomas starb am 21. Juli 2024 im Alter von 70 Jahren.

## Diskografie

### Studioalben
- 1978: I Wanna Make It on My Own
- 1979: Have a Little Faith in Me
- 1984: High Energy
- 1986: Standing at the Crossroads

### Kompilationen
- 1991: The Best of Evelyn Thomas – High Energy
- 1992: High Energy
- 1999: Greatest Hits
- 1999: Evelyn Thomas
- 2013: I Wanna Make It on My Own / Have a Little Faith in Me
- 2014: High Energy / Standing at the Crossroads (Special Edition) (2 CDs)

### Singles
| Jahr | Titel Album                                    | Höchstplatzierung, Gesamtwochen/‑monate, AuszeichnungChartplatzierungen (Jahr, Titel, Album, Platzierungen, Wochen/Monate, Auszeichnungen, Anmerkungen) | Höchstplatzierung, Gesamtwochen/‑monate, AuszeichnungChartplatzierungen (Jahr, Titel, Album, Platzierungen, Wochen/Monate, Auszeichnungen, Anmerkungen) | Höchstplatzierung, Gesamtwochen/‑monate, AuszeichnungChartplatzierungen (Jahr, Titel, Album, Platzierungen, Wochen/Monate, Auszeichnungen, Anmerkungen) | Höchstplatzierung, Gesamtwochen/‑monate, AuszeichnungChartplatzierungen (Jahr, Titel, Album, Platzierungen, Wochen/Monate, Auszeichnungen, Anmerkungen) | Höchstplatzierung, Gesamtwochen/‑monate, AuszeichnungChartplatzierungen (Jahr, Titel, Album, Platzierungen, Wochen/Monate, Auszeichnungen, Anmerkungen) | Höchstplatzierung, Gesamtwochen/‑monate, AuszeichnungChartplatzierungen (Jahr, Titel, Album, Platzierungen, Wochen/Monate, Auszeichnungen, Anmerkungen) | Anmerkungen | [↑]: gemeinsam behandelt mit vorhergehendem Eintrag; [←]: in beiden Charts platziert |
| Jahr | Titel Album                                    | DE | AT | CH | UK | US | Dance | Anmerkungen |                                                                                      |
| ---- | ---------------------------------------------- | --- | --- | --- | --- | --- | --- | --- | ------------------------------------------------------------------------------------ |
| 1976 | Weak Spot –                                    | — | — | — | UK26 (7 Wo.)UK | — | — | Erstveröffentlichung: 9. Januar 1976 Autoren: Danny Leake, Ian Levine                                             |                                                                                      |
| 1976 | Doomsday –                                     | — | — | — | UK41 (2 Wo.)UK | — | — | Erstveröffentlichung: 9. April 1976 Autoren: Danny Leake, Ian Levine                                              |                                                                                      |
| 1984 | High Energy                                    | DE1 (19 Wo.)DE | AT5 (2 Mt.)AT | CH3 (12 Wo.)CH | UK5 (18 Wo.)UK | US85 (5 Wo.)US | Dance1 (15 Wo.)Dance | Erstveröffentlichung: 21. Mai 1984 Autoren: Ian Levine, Fiachra Trench                                            |                                                                                      |
| 1984 | Masquerade High Energy                         | DE33 (7 Wo.)DE | — | — | UK60 (4 Wo.)UK | — | — | Erstveröffentlichung: 6. August 1984 Autoren: Ian Levine, Fiachra Trench                                          |                                                                                      |
| 1984 | Heartless High Energy                          | — | — | — | UK95 (3 Wo.)UK | — | — | Erstveröffentlichung: November 1984 Platz 84 (4 Wo.) der Billboard R&B-Charts Autoren: Ian Levine, Fiachra Trench |                                                                                      |
| 1985 | Sorry, Wrong Number Standing at the Crossroads | — | — | — | UK100 (1 Wo.)UK | — | Dance18 (8 Wo.)Dance | Erstveröffentlichung: 20. Mai 1985 Autoren: Ian Levine, Fiachra Trench                                            |                                                                                      |
| 1986 | Reflections Standing at the Crossroads         | — | — | — | — | —[Dance: ↑] | Dance18 (8 Wo.)Dance | Erstveröffentlichung: Dezember 1985 Autoren: Holland–Dozier–Holland Original: Diana Ross and the Supremes, 1968   |                                                                                      |
| 1986 | Cold Shoulder Standing at the Crossroads       | — | — | — | UK81 (2 Wo.)UK | — | — | Erstveröffentlichung: 20. Januar 1986 Autoren: Ian Levine, Fiachra Trench                                         |                                                                                      |
| 1986 | How Many Hearts Standing at the Crossroads     | — | — | — | — | — | Dance11 (9 Wo.)Dance | Erstveröffentlichung: August 1986 Autoren: Ian Levine, Fiachra Trench                                             |                                                                                      |
| 1994 | One World –                                    | — | — | — | UK81 (2 Wo.)UK | — | — | Erstveröffentlichung: 25. Juli 1994 Groove Box feat. Evelyn Thomas Autoren: Joe Issa, Mark Walker                 |                                                                                      |
| 1997 | Tell the World –                               | — | — | — | — | — | Dance43 (5 Wo.)Dance | Erstveröffentlichung: März 1997 Redemption feat. Evelyn Thomas Autoren: Joe Issa, Mark Walker                     |                                                                                      |

Weitere Singles
- 1976: Love’s Not Just an Illusion
- 1977: My Head’s in the Stars
- 1979: Have a Little Faith in Me
- 1980: Thanks for Being There
- 1986: Tightrope
- 1987: No Win Situation
- 1987: Standing at the Crossroads
- 1987: Summer on the Beach
- 1987: High Voltage
- 1988: Only Once in a Lifetime
- 1988: That’s Eurobeat Special Gigs (Promo)
- 1988: Sleaze
- 1989: This Is Madness
- 1989: No Win Situation
- 1991: Move Your Body (Systemex feat. Evelyn Thomas und M. C. L. T. Spice)
- 1998: Please Don’t Let Me Go
- 2002: High Energy (Le Vibe feat. Evelyn Thomas)
- 2003: High Energy (Axwell feat. Evelyn Thomas)
- 2008: Stick to the Plan
- 2009: Are You Man Enough (mit Carol Jiani)
- 2009: Infidelity – The Remixes
- 2011: That’s It (Anton Wick feat. Evelyn Thomas)